# AES/EBU

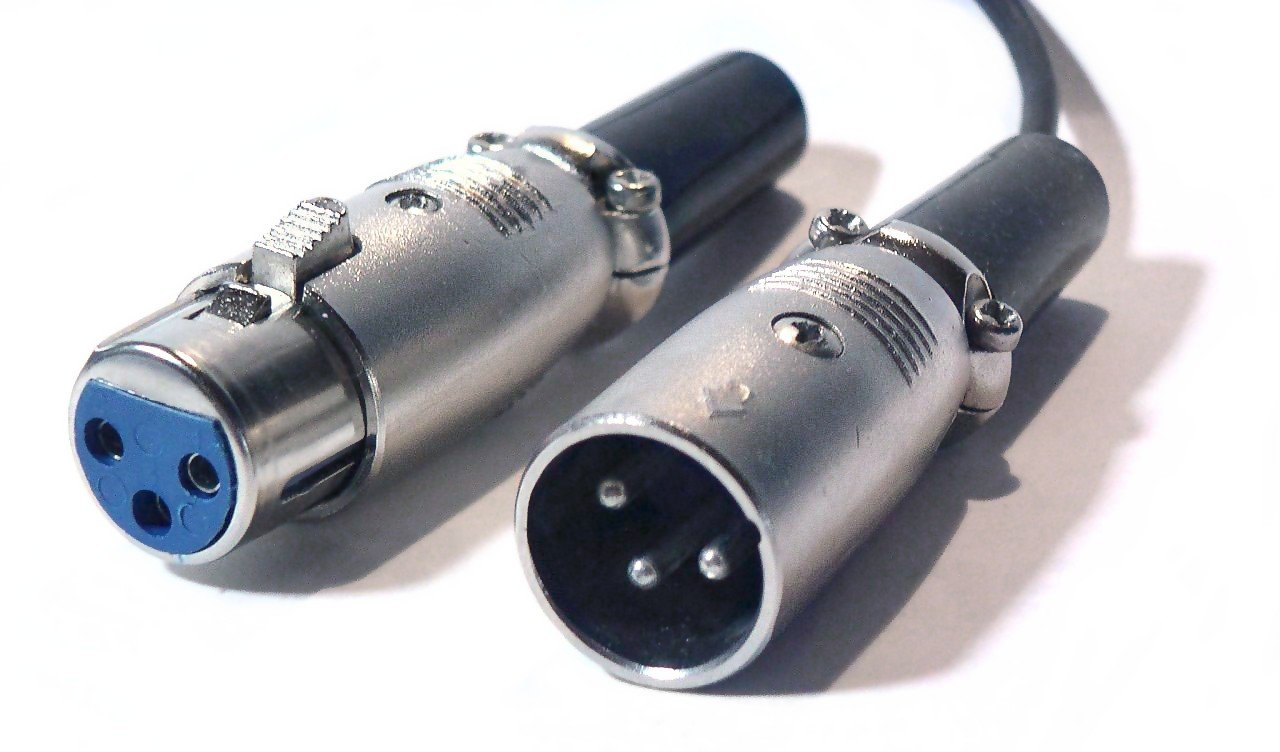
XLRコネクター

AES/EBU（エーイーエス イービーユー）とは、業務用デジタル音声信号伝送規格の一つを指す通称である。実際の規格はデータフォーマットや伝送路の電気的特性などで細分化されており、それぞれはAES3として規格化されている。正規の規格名は左記に示した通りAES3で始まる各名称である。しかしそれら全てを統合して指す規格名が無いため、規格全体を指す通称としてAES/EBUが用いられている。
AESとはAudio Engineering Society（オーディオ技術者協会）、EBUとは欧州放送連合のことで、これら2つの団体により規格化された。このことから通称名は2団体の頭字語をスラッシュ (記号)で繋いだものになっているが、規格自体は一つであり2種あるわけではない。
プロトコル
AES/EBUに規定されたデジタル信号のプロトコルは、24bitデジタル音声信号を2chまで伝送できる。本規格から派生した民生用途のS/PDIFと伝送プロトコルの互換性があるが、業務用途であることからSCMSのようなコピーコントロール信号を取り扱うことは想定されておらず、よって規定されていない。
伝送路
一般的に3ピンのXLRタイプコネクターとインピーダンス110Ωのシールデッドツイストペアケーブル(STP)で平衡接続を用い伝送をおこなうが、のちに派生したS/PDIF#端子の種類に倣い、RCAピン・ジャックを用いた不平衡接続とオプティカルケーブルを用いた光接続も後追いで規格化されている。またBNCコネクタとインピーダンス75Ω同軸ケーブルでの不平衡伝送も規格化されており、これはテレビ放送局などでコンポジット映像信号を伝送するケーブル（および信号分配器や信号切替器）の流用を念頭に置いたものである。2chすなわちステレオ1系統を超える、多系統の同時伝送用途には、規格外ではあるがD-Subコネクターと多芯ケーブルが使われることがある。